# West Prongs
I West Prongs (in lingua inglese: Denti West) sono tre spuntoni rocciosi che formano l'estremità occidentale dell'Elliott Ridge, situati subito a nord della dorsale, nel Neptune Range, che fa parte dei Monti Pensacola in Antartide. 
Gli spuntoni sono stati mappati dall'United States Geological Survey (USGS) sulla base di rilevazioni e foto aeree scattate dalla U.S. Navy nel periodo 1956-66.
La denominazione è stata assegnata dall'Advisory Committee on Antarctic Names (US-ACAN) in onore di Clyde E. West, cuoco presso la Stazione Ellsworth nell'inverno del 1958.